# Jacob van Heemskerk
Jacob Van Heemskerk (né à Amsterdam, le 13 mars 1567, mort le 25 avril 1607 dans la baie de Gibraltar) fut un explorateur maritime hollandais avant d'être l'amiral commandant la flotte des Provinces-Unies lors de la bataille de Gibraltar.

## L'explorateur de l'Arctique
Jacob Van Heemskerk devint célèbre par ses explorations de l'océan Arctique menées à la fin du XVIe siècle dans le but de découvrir le passage du nord-est, voie maritime permettant de relier l'Europe à l'Extrême-Orient en contournant par le nord la Russie et ainsi permettre à la flotte des Provinces-Unies d'éviter la route traditionnelle des épices de l'océan Indien contrôlée par les Espagnols. Pour cela, il mena deux expéditions qui, si elles ne lui permirent pas d'ouvrir cette route, lui firent découvrir de nouvelles terres et s'aventurer dans des eaux jusque-là inexplorées.
Après une première expédition menée en 1594 par un riche armateur, Balthasar de Moucheron, surtout le pilote Willem Barents qui avait permis d'atteindre la côte occidentale de la Nouvelle-Zemble, les états généraux des Provinces-Unies décidèrent de financer un nouveau voyage auquel participèrent 7 vaisseaux commandés par Jacob Van Heemskerk et Willem Barents. Cette expédition appareilla de Texel le 2 juin 1595, mais revint le 18 novembre sans avoir pu franchir le détroit de Kara pris par les glaces. Les états généraux abandonnèrent la partie mais le relais fut pris par le conseil communal d'Amsterdam. Deux navires placés sous le commandement de Jacob Van Heemskerk et de Jan Corneliszoon Rijp, avec pour pilote Willem Barents et pour cosmographe Gerrit de Veer, prirent la mer le 13 mai 1596. Remontant rapidement vers le nord, les Hollandais (re)découvrirent le 10 juin, au nord de la Norvège, l'Île aux Ours, puis le 19 juin, l'archipel du Svalbard. Des divergences intervenant sur la route à suivre pour forcer le détroit de Kara et trouver le passage du nord-est, les 2 navires se séparèrent. Van Heemskerk et Barents tentèrent de contourner par le nord la Nouvelle-Zemble pour trouver une mer libre mais se retrouvèrent bloqués par les glaces dans la baie des courants dès le 11 septembre. Les hommes (16 au total) durent quitter leur bateau et construire une cabane capable de les abriter durant leur long hivernage. Souffrant de la faim, du froid et des attaques d'ours polaires, les hommes parvinrent à résister aux conditions climatiques (à l'exception de Barents et d'un marin qui périrent), ce qui est exceptionnel pour des Européens peu familiarisés avec le Grand Nord. Ravitaillés par des lodias (type de navire) russes, les survivants furent récupérés, le 30 août 1597, par le navire de Jan Cornelisz Rijp, parti à leur recherche. Malgré l'échec de cette première grande aventure polaire, Jacob Van Heemskerk et ses hommes furent fêtés comme des héros à leur retour à Amsterdam, le 29 octobre 1597.

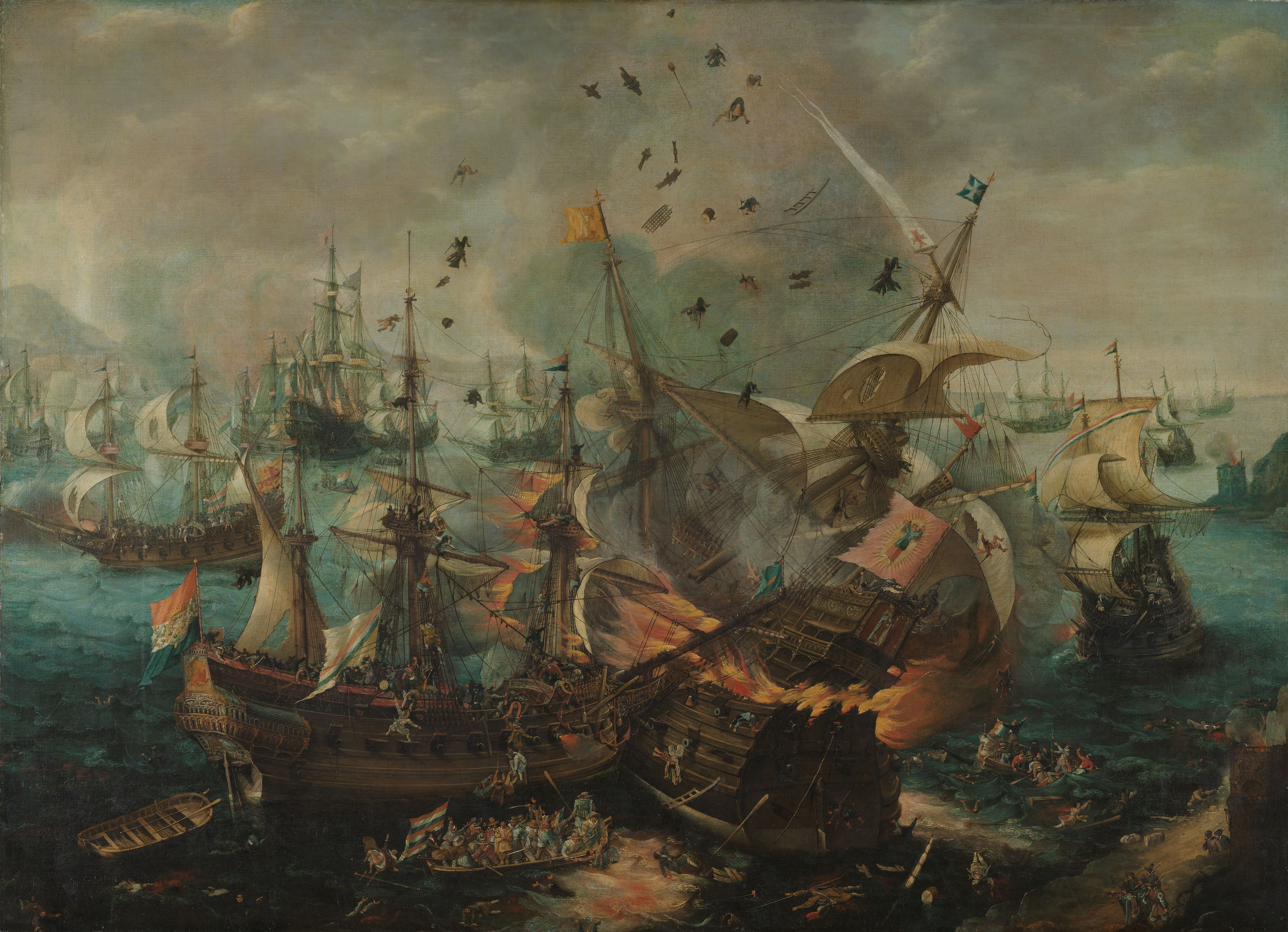
La bataille de Gibraltar, toile d'Hendrick Cornelisz Vroom, Rijksmuseum Amsterdam.

## L'amiral de la flotte des Provinces-Unies
Après ce voyage d'exploration, Jacob Van Heemskerk fut nommé vice-amiral dans la flotte des Provinces-Unies avec pour mission de protéger les navires hollandais lors de leur voyage vers les Indes orientales et la Chine. Promu ensuite amiral, il mena la marine des Provinces-Unies à la victoire contre son homologue espagnole lors de la bataille de Gibraltar, le 25 avril 1607. Profitant de courants favorables et de la plus grande manœuvrabilité de ses vaisseaux, Jacob Van Heemskerk attaqua d'abord les grosses unités espagnoles, les détruisit avant de s'en prendre au reste de la flotte ; après 4 heures de combat, les 21 navires ibériques étaient coulés ou pris, 4 000 marins espagnols avaient péri. Cette grande victoire de la guerre de Quatre-Vingts Ans lui coûta toutefois la vie car l'amiral décéda de ses blessures, un boulet de canon lui ayant emporté la jambe.
Le corps du marin fut rapatrié à Amsterdam où il fut enterré avec les honneurs dans l'Oude Kerk d'Amsterdam. Dans cette même ville, au Rijksmuseum, sont exposés son costume et son armure (à laquelle il manque la plaque emportée par un boulet espagnol). De nombreux navires de la marine des Pays-Bas ont porté ou portent encore le nom de ce grand marin. C'est ainsi le cas d'une classe de frégates lance-missiles.